# Port lotniczy Warszawa-Radom
Port Lotniczy Warszawa-Radom im. Bohaterów Radomskiego Czerwca 1976 roku (dawn. Port Lotniczy Radom lub Lotnisko Radom-Sadków) – międzynarodowy cywilny port lotniczy w Radomiu, położony ok. 4 km od jego centrum.
Lotnisko na Sadkowie powstało w latach 20. XX w. Użytkowane jest przez wojsko i stronę cywilną. Dostosowywanie lotniska dla potrzeb cywilnych rozpoczęto w 2012 r. W maju 2014 radomskie lotnisko zostało wpisane do krajowego rejestru lotnisk cywilnych. Od 29 maja 2014 podmiotem zarządzającym lotniskiem była spółka akcyjna Port Lotniczy Radom S.A. Od 27 kwietnia 2023 port lotniczy działa w nowej formule jako port lotniczy Warszawa-Radom i zarządzany jest przez polskie przedsiębiorstwo PPL.

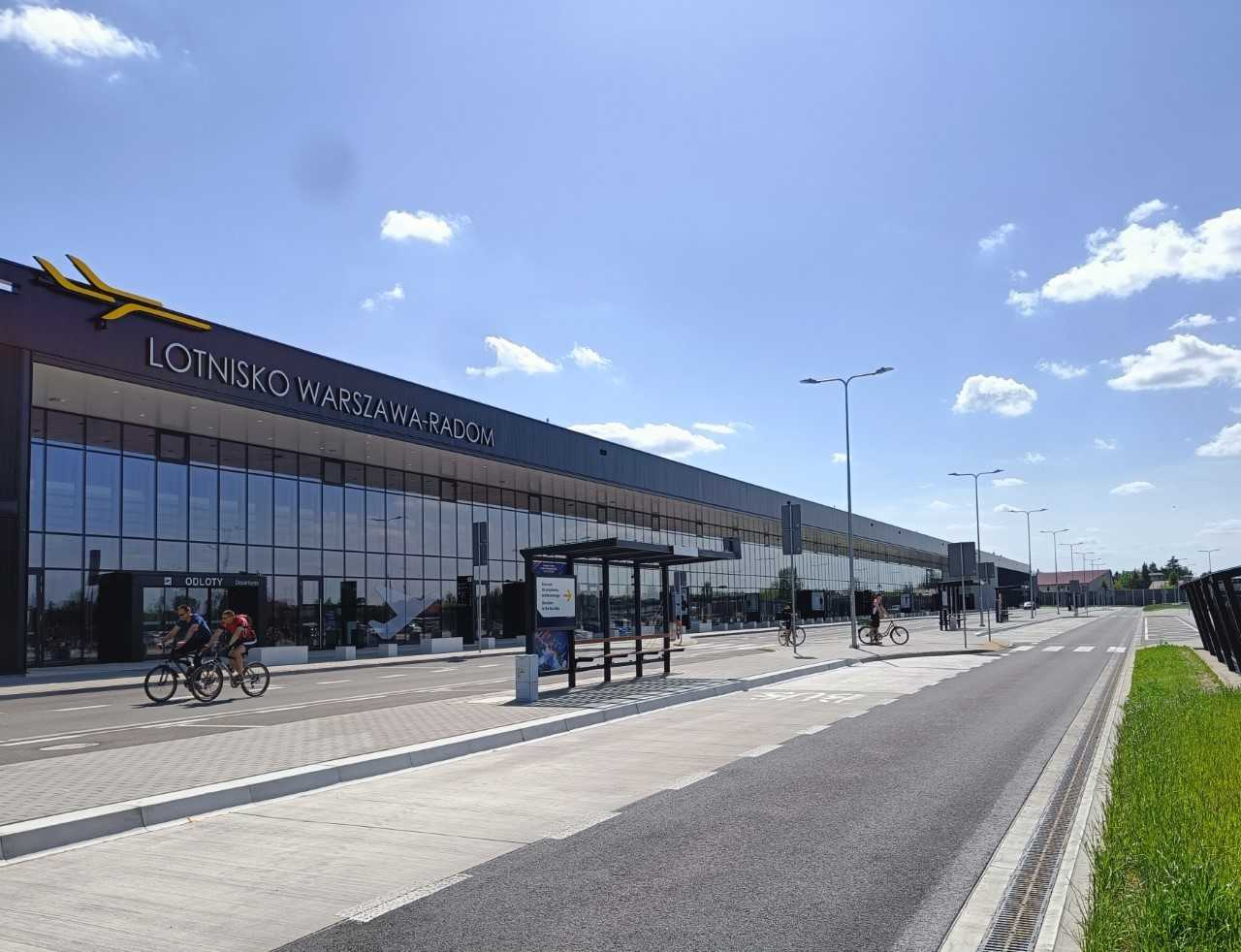
Terminal lotniska Warszawa-Radom tuż przed oficjalnym otwarciem

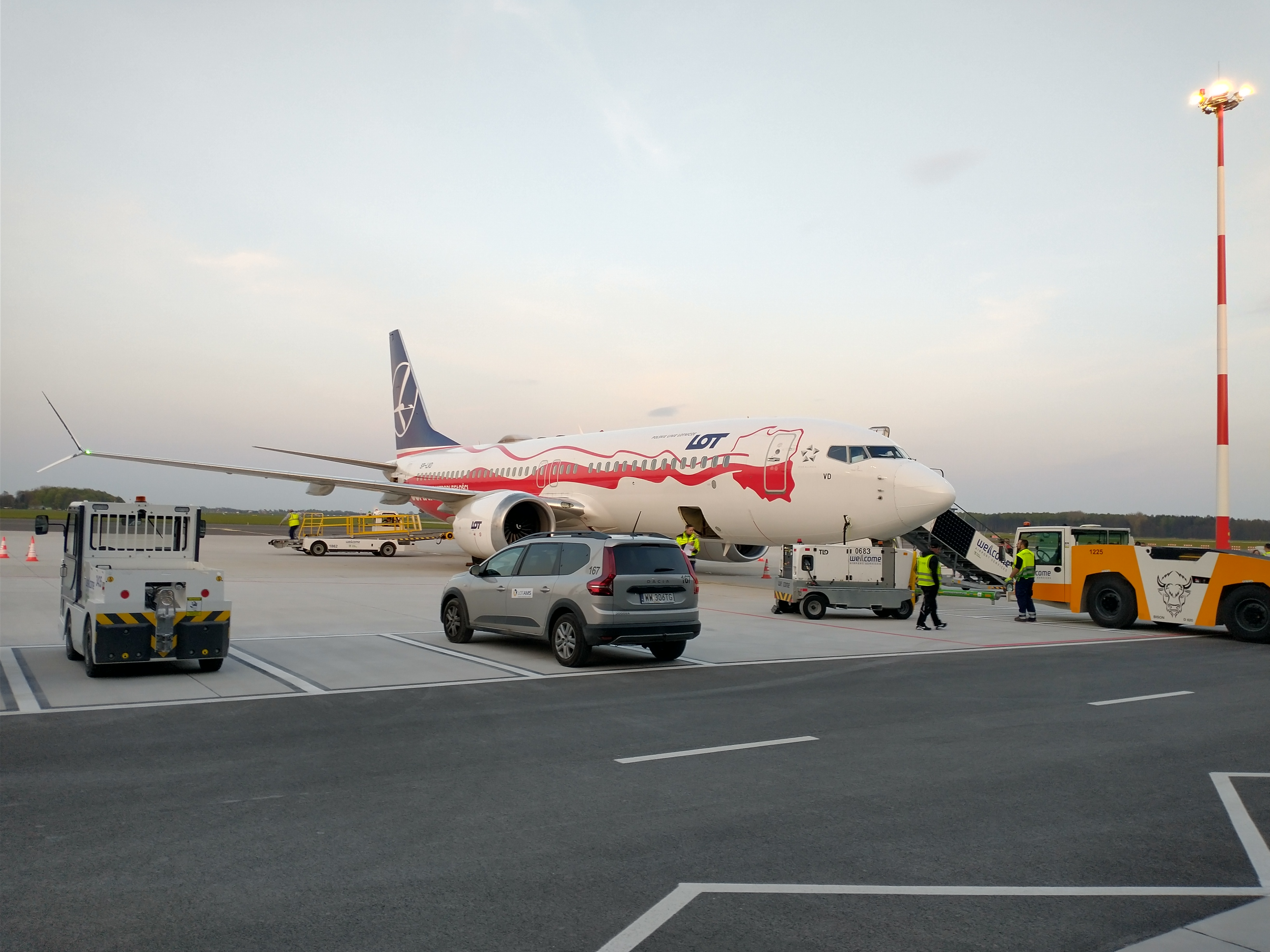
Boeing 737 MAX 8 linii LOT Polish Airlines na płycie postojowej lotniska

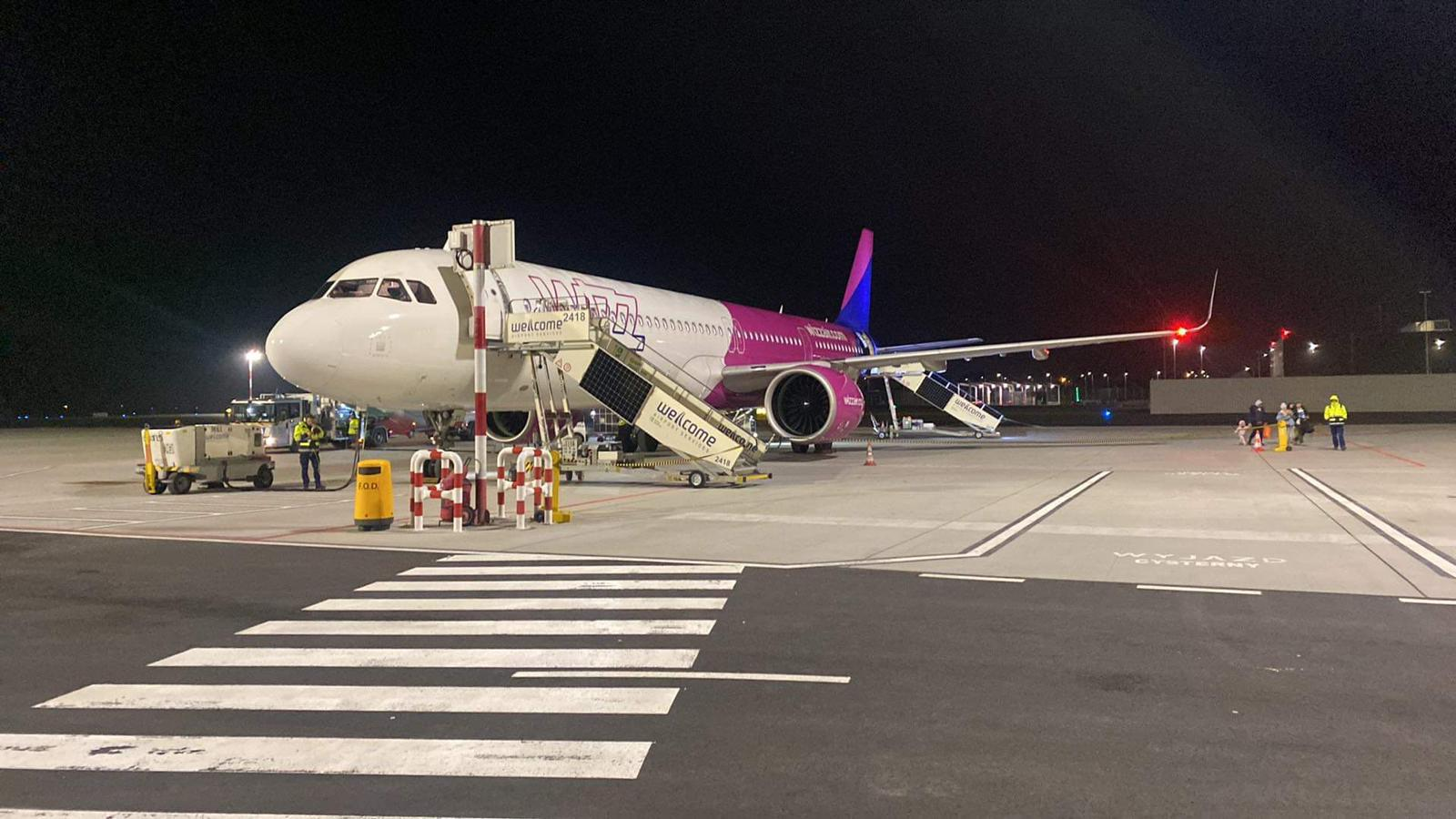
Airbus A321 NEO linii Wizzair na płycie postojowej lotniska

Boeingi 737 MAX 8 oraz B737-800 Polskich Linii Lotniczych LOT na płycie Lotniska Warszawa-Radom

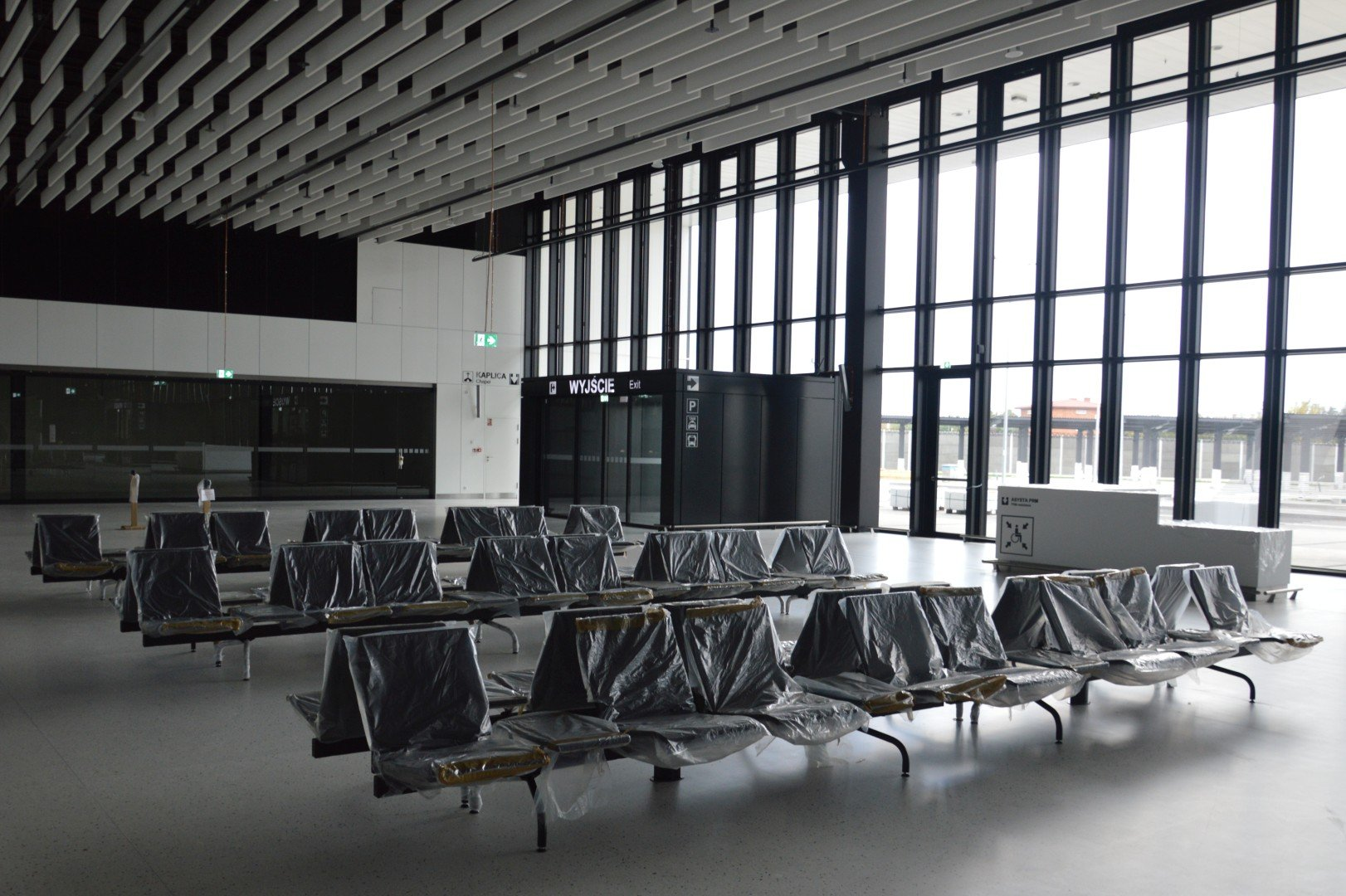
Wnętrze terminala lotniska Warszawa-Radom tuż przed oficjalnym otwarciem

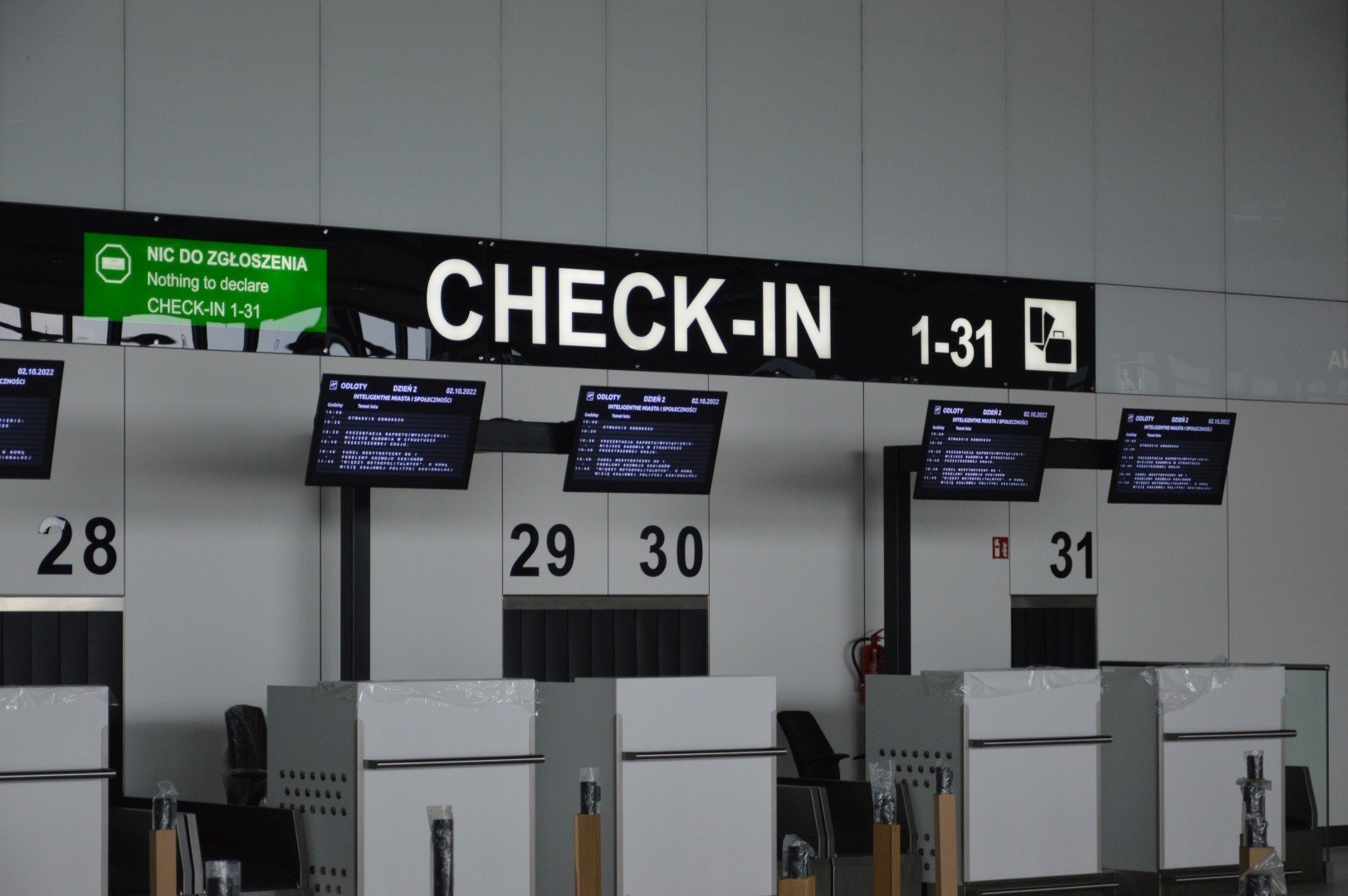
Wnętrze terminala lotniska Warszawa-Radom tuż przed oficjalnym otwarciem

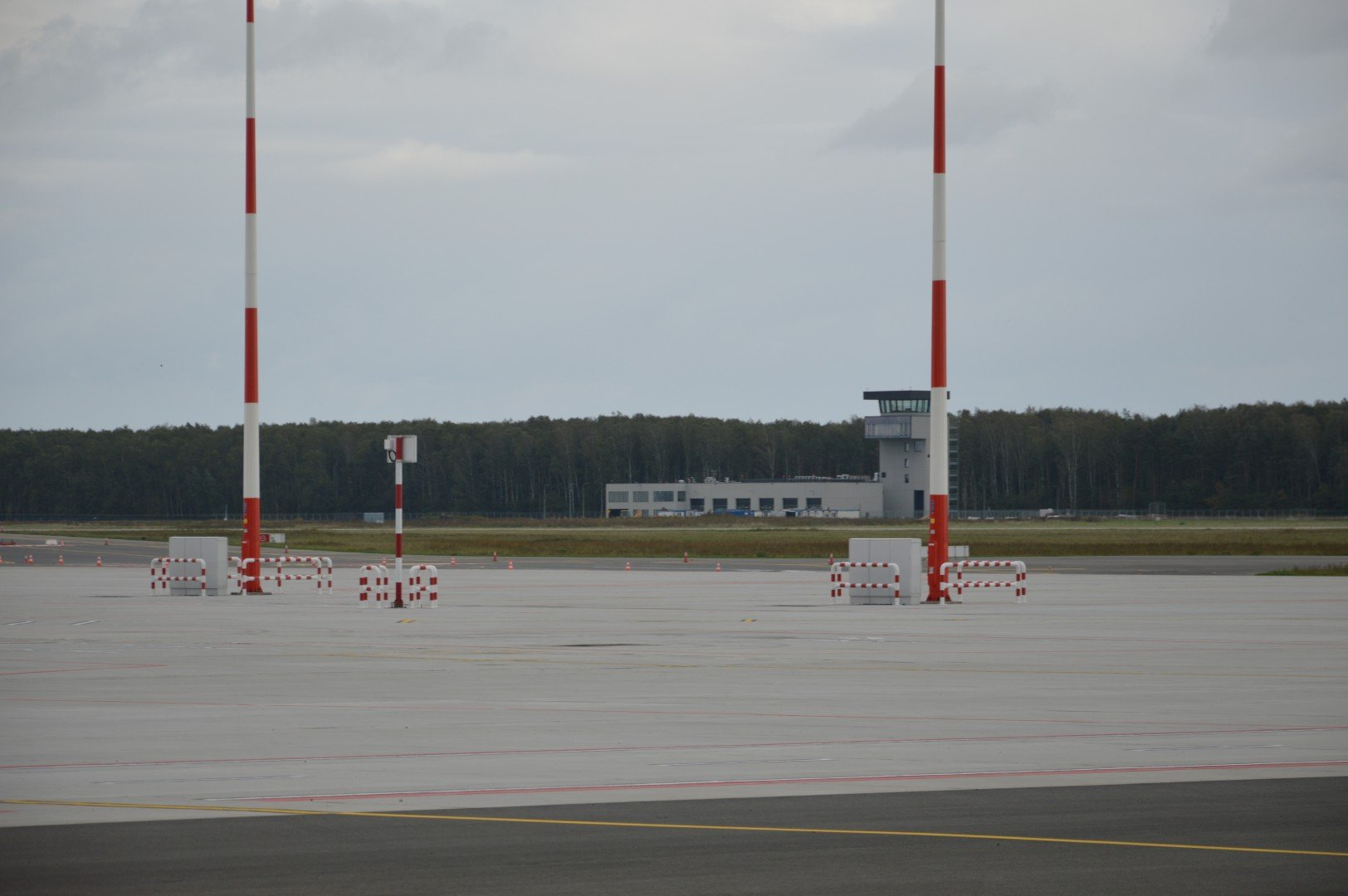
Wieża kontroli lotów lotniska Warszawa-Radom

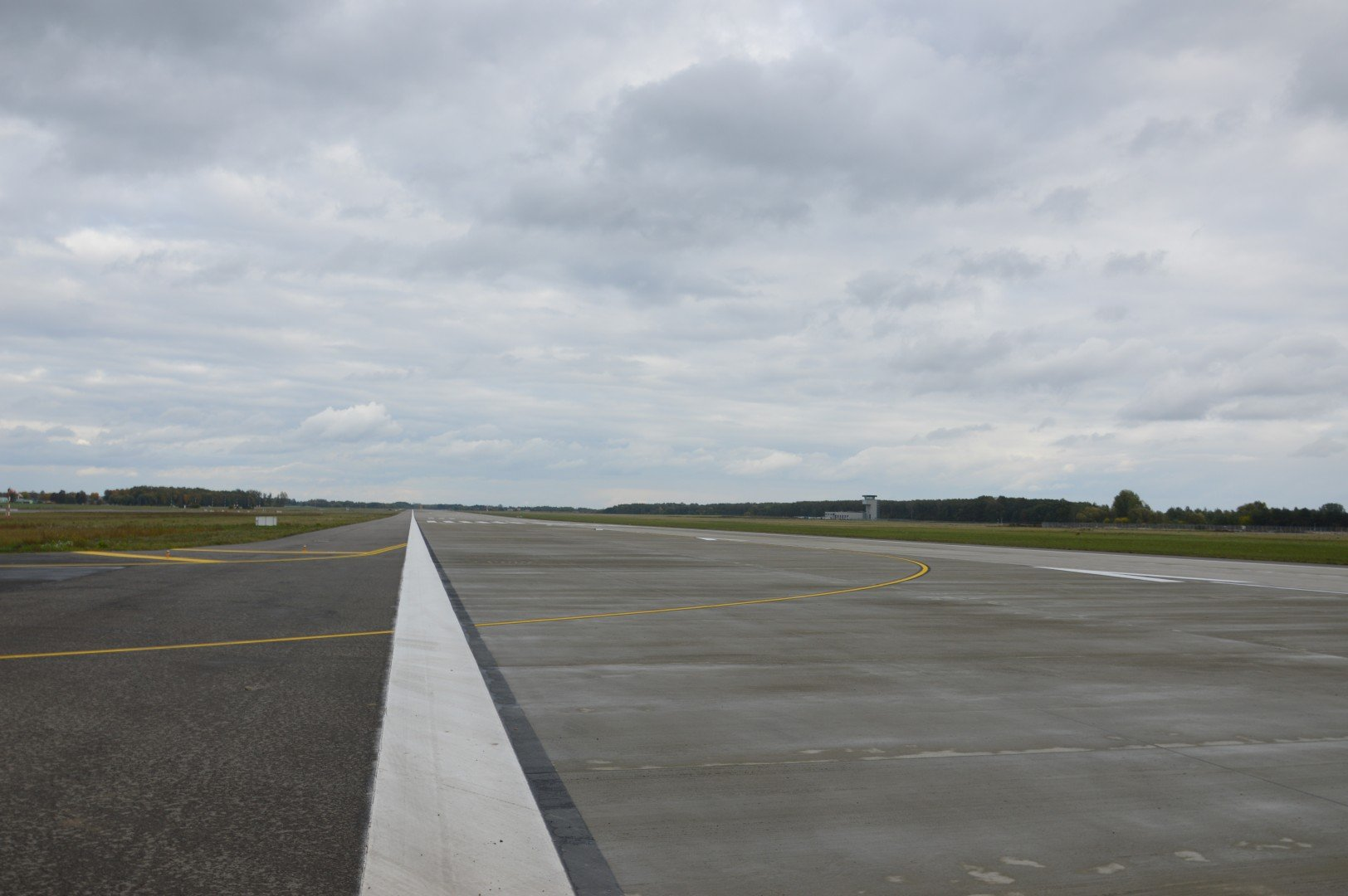
Pas startowy lotniska Warszawa-Radom

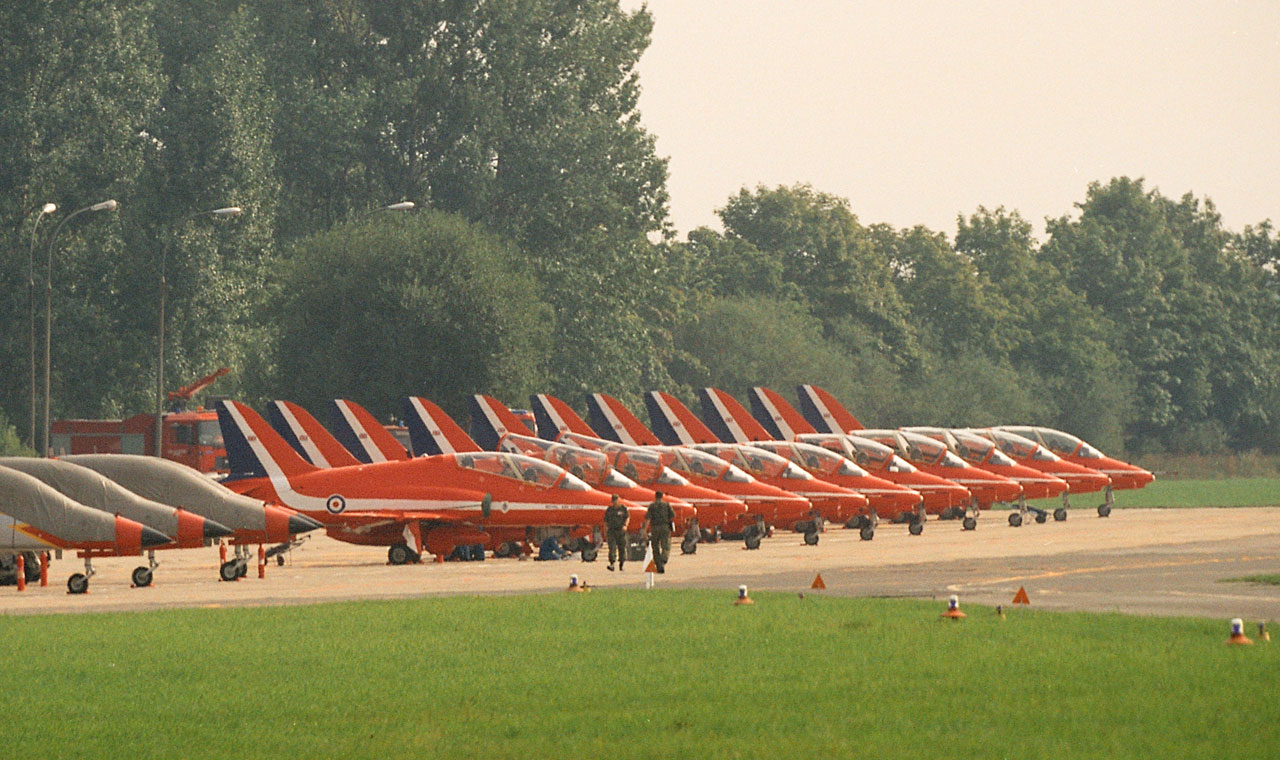
Samoloty zespołu Red Arrows podczas Radom Air Show na lotnisku Radom-Sadków

## Infrastruktura lotniska
Droga startowa lotniska ma długość 2500 metrów i szerokość 45 metrów o nawierzchni asfaltobetonowej. Lotnisko posiada cztery płyty postojowe, z czego dwie są przeznaczone dla maszyn cywilnych. Płyta postojowa przy terminalu jest w stanie jednocześnie pomieścić 11 samolotów – 9 statków powietrznych kategorii C oraz 2 statki powietrzne kategorii E. Lotnisko jest wyposażone w zasilanie energetyczne, kanalizację, sieć wodociągową, sieć gazową i zaplecze techniczno-socjalne (bocznica kolejowa, budynki administracyjne i gospodarcze) oraz dwie radiolatarnie. Główną pomocą nawigacyjną jest system precyzyjnego lądowania (ILS) I kategorii, który umożliwia lądowanie na podstawie wskazań przyrządów pokładowych, kiedy widzialność spadnie do 800 metrów. Lotnisko jako pierwsze w Polsce posiada system świateł drogi startowej w pełni oparty na źródłach światła typu LED. 
Obsługą samolotów na lotnisku, w szczególności załadunkiem i rozładunkiem bagażu, wyważaniem samolotów, transportem pasażerów po płycie lotniska, wypychaniem i holowaniem statków powietrznych zajmuje się spółka Welcome Airport Services. Za dostarczanie paliw lotniczych do samolotów odpowiada ORLEN Aviation. Za obsługę cateringową odpowiada firma Do&Co. Na lotnisku działają służby odpowiedzialne za bezpieczeństwo oraz utrzymanie obiektu.
W porcie lotniczym swoje własne zaplecze techniczne oraz hangary dla statków powietrznych eksploatuje 42. Baza Lotnictwa Szkolnego w Radomiu. W wojskowej części portu lotniczego bazę mają samoloty PZL-130 Orlik, PZL M-28 Bryza oraz M-346 Bielik.
Lotnisko posiada dwa czynne parkingi krótkoterminowe oraz długoterminowe: P1 oraz P2. Parking P1 ma 382 miejsca, w tym 10 miejsc dla osób z niepełnosprawnością, natomiast parking P2 posiada 250 miejsc, w tym 5 dla osób z niepełnosprawnością. Obecnie planowana jest także budowa parkingu długoterminowego P3. W porcie lotniczym (w strefie odlotów) znajduje się strefa Kiss&Fly. Na lotnisku funkcjonuje parking dla rowerów. Działa także parking dla autokarów i autobusów. Parkingi oraz strefę Kiss&Fly obsługuje firma APCOA PARKING.
Na lotnisku działa terminal dla autobusów miejskich oraz dalekobieżnych, miasto i lotnisko łączy linia autobusowa nr 5 oraz nr 14. W porcie lotniczym swoje przystanki mają autokary firmy Neobus oraz RAF-Trans. Lotnisko jest obsługiwane przez szereg firm przewozowych, między innymi Bolt czy Freenow.
W pobliżu lotniska przebiegają drogi międzynarodowe E77 (DK7/S7) i E371 (DK9), droga krajowa (DK12/S12) oraz linie kolejowe prowadzące do Warszawy, Krakowa, Łodzi i Lublina. Najbliżej portu lotniczego znajduje się przystanek kolejowy Radom Wschodni, który mieści się ok. 1.5km od lotniska. Pasażerowie podróżujący koleją na lotnisko mają także możliwość przesiadki na dworcu Radom Główny.

## Linie lotnicze i połączenia
Według stanu na czerwiec 2025 port lotniczy w Radomiu obsługiwał regularne połączenia na 8 trasach, realizowanych przez 4 linie lotnicze:
| Linia lotnicza    | Kierunek                                                                 |
| ----------------- | ------------------------------------------------------------------------ |
| LOT               | 1. Rzym-Fiumicino 2. Barcelona Sezonowo: 1. Preweza 2. Tirana 3. Antalya |
| Wizz Air          | 1. Larnaka                                                               |
| Enter Air         | 1. Antalya                                                               |
| Mavi Gök Airlines | 1. Antalya                                                               |

W sezonie letnim 2024 realizowane były połączenia czarterowe na lotniska w Tiranie, Podgoricy, Prewezie oraz Antalyi. Część touroperatorów względem poprzedniego roku zwiększyła liczbę połączeń z Radomia czterokrotnie. Port lotniczy w Radomiu poza operacjami komercyjnymi obsługuje także rejsy wojskowe, techniczne, szkoleniowe, biznesowe, medyczne oraz General Aviation. Lotnisko pełni także funkcję portu zapasowego dla warszawskiego Okęcia. Lotnisko w Radomiu organizuje także rejsy specjalne, na przykład loty deportacyjne.

## Spis linii lotniczych, które miały swoją obecność w Porcie Lotniczym Warszawa - Radom
| Linia lotnicza           | Rodzaj połączeń       | Dodatkowe informacje                                                |
| ------------------------ | --------------------- | ------------------------------------------------------------------- |
| LOT                      | Regularne, czarterowe | Pierwszy przewoźnik oferujący połączenia z RDO                      |
| Wizz Air                 | Regularne             | Pierwsza zagraniczna linia lotnicza operująca z RDO                 |
| Enter Air                | Czarterowe            |                                                                     |
| Air Montenegro           | Czarterowe            | Połączenia realizowane samolotami E190 od Windrose Airlines         |
| Skyline Express Airlines | Czarterowe            | Operacje realizowane samolotem B757-300                             |
| Mavi Gök Airlines        | Czarterowe            |                                                                     |
| Smartwings               | Czarterowe            | Przewoźnik wykonywał loty deportacyjne na rzecz organizacji FRONTEX |

## Kierunki obsługiwane w przeszłości
Kierunki operowane w latach 2015-2017 z lotniska Radom-Sadków
| Linia Lotnicza | Kierunek     | Okres operowania                                                                                                 |
| -------------- | ------------ | --- |
| Air Baltic     | Ryga         | od 1 września do 18 listopada 2015                                                                               |
| Czech Airlines | Praga        | od 18 września do 26 października 2015 od 20 grudnia 2015 do 22 lutego 2016 (loty z międzylądowaniem w Ostrawie) |
| Sprint Air     | Berlin-Tegel | od 18 kwietnia do 29 października 2016                                                                           |
| Sprint Air     | Wrocław      | od 18 kwietnia 2016 do 23 marca 2017                                                                             |
| Sprint Air     | Gdańsk       | od 18 kwietnia 2016 do 29 października 2017                                                                      |
| Sprint Air     | Praga        | od 18 kwietnia 2016 do 29 października 2017                                                                      |
| Sprint Air     | Lwów         | od 23 czerwca 2016 do 29 października 2017                                                                       |

Kierunki operowane w przeszłości przez lotnisko Warszawa-Radom - aktualnie nieobsługiwane (stan na czerwiec 2025)
| Linia Lotnicza  | Kierunek        | Okres operowania                        |
| --------------- | --------------- | --------------------------------------- |
| LOT             | Paryż           | od 27 kwietnia 2023 do 6 stycznia 2024  |
| LOT             | Warna           | od 14 czerwca 2023 do 27 września 2023  |
| Skyline Express | Sharm El-Sheikh | od 27 października 2023 do 8 marca 2024 |
| Air Montenegro  | Podgorica       | od 23 czerwca 2024 do 22 września 2024  |

Kierunki operowane w przeszłości przez lotnisko Warszawa-Radom - aktualnie ponownie obsługiwane (stan na czerwiec 2025)
| Linia Lotnicza | Kierunek | Inauguracja połączenia | Obecnie połączenie działa w miesiącach |
| -------------- | -------- | ---------------------- | -------------------------------------- |
| LOT            | Preweza  | 2023 rok               | Czerwiec - Wrzesień                    |
| LOT            | Antalya  | 2023 rok               | Maj - Październik                      |
| LOT            | Tirana   | 2023 rok               | Czerwiec - Wrzesień                    |
| Enter Air      | Antalya  | 2023 rok               | Maj - Październik                      |
| Enter Air      | Tirana   | 2023 rok               | Czerwiec - Wrzesień                    |

## Historia powstawania cywilnego portu lotniczego

### 2006–2018: Port Lotniczy Radom
Teren lotniska był własnością Skarbu Państwa, pozostającą pod zarządem Ministerstwa Obrony Narodowej. O powstanie cywilnego portu na radomskim Sadkowie zabiegali lokalni społecznicy już przed 2003 r. MON w sierpniu 2006 r. zdecydowało o wydzieleniu 3 ha działki na uruchomienie działalności cywilnego portu lotniczego. Wcześniej zawiązano podmiot operatorski pod nazwą „Port Lotniczy Radom” S.A. Samorząd miasta Radomia przeznaczył w 2007 i 2008 roku 22 mln zł na wstępne prace przy uruchomieniu portu lotniczego.

Lotnisko otrzymało w 2008 r. pozytywną opinię Urzędu Lotnictwa Cywilnego. Z przedstawionego przez Politechnikę Wrocławską raportu wynikało, że z przebadanych na Sadkowie nawierzchni lotniskowych mogły, bez konieczności dokonywania modernizacji nawierzchni drogi startowej, korzystać samoloty Boeing 737-200, Boeing 737-300 oraz Airbus A320-200. Ogłoszono przetarg na wykonanie Master Planu Portu Lotniczego.

Pod koniec lutego 2012 r. zakończyły się badania środowiskowe terenu, na którym funkcjonować ma strefa cywilna lotniska, a następnie spółka wystąpiła do Regionalnej Dyrekcji Ochrony Środowiska o wydanie decyzji środowiskowej, jednego z dokumentów niezbędnych do uruchomienia działalności. Opracowano także koncepcję zagospodarowania lotniska wojskowo-cywilnego oraz program funkcjonalno-użytkowy.
We wrześniu 2011 r. spółka otrzymała z Urzędu Lotnictwa Cywilnego zezwolenie na założenie lotniska. Zezwolenie to zawierało szereg warunków wynikających z przepisów krajowych oraz międzynarodowych, w tym 14 załącznika do Konwencji ICAO, po spełnieniu których port lotniczy Radom miał zostać wpisany do krajowego rejestru lotnisk cywilnych. 14 maja 2014 r. został wydany certyfikat lotniska użytku publicznego, a 29 maja 2014 r. Radom-Sadków został wpisany do rejestru lotnisk cywilnych. Od tego dnia podmiotem zarządzającym radomskim lotniskiem jest spółka Port Lotniczy Radom. Wiosną tego samego roku ukończono montaż terminalu pasażerskiego zakupionego od portu lotniczego Łódź-Lublinek, który w założeniu był terminalem tymczasowym. Pierwszy cywilny samolot – z Rygi, linii Air Baltic, wylądował w Radomiu we wrześniu 2015 roku, po czym od września do października z Radomia do Pragi latały Czech Airlines. Od 18 kwietnia 2016 do 29 października 2017 usługi przewozów lotniczych świadczyła linia Sprint Air, latając z Radomia na kilku trasach. Loty były wykonywane maszynami typu Saab 340.

### od 2018: Port Lotniczy Warszawa-Radom
Od 2018 r. operatorem portu jest spółka Polskie Porty Lotnicze S.A. Operator wybudował na lotnisku nowy terminal, który jest najnowocześniejszą tego rodzaju konstrukcją w Polsce i jest przygotowany na przyjęcie 3 mln pasażerów rocznie (z możliwością rozbudowy do 9 mln pasażerów). Budynek terminala został odebrany od wykonawcy 27 sierpnia 2022. Przebudowana droga startowa wydłużona została do 2500 m i wraz z nową płytą postojową umożliwiają obsługę samolotów używanych przez linie czarterowe i nisko kosztowe jak Boeing 737, Airbus A320 i A321neo. Na lotnisku znajdują się także dwa stanowiska postojowe pozwalające na obsługę większych samolotów, takich jak Boeing 777, czy też Boeing 787. Dotychczas największą maszyną pasażerską która obsługiwała loty z Radomia jest Boeing 757-300.
23 sierpnia 2022 roku Polskie Linie Lotnicze LOT ogłosiły, że od kwietnia 2023 uruchomią loty do Paryża, Rzymu i Kopenhagi. 1 września 2022 roku Nekera jako pierwsze biuro podróży ogłosiło, że będzie operować z Radomia. Również Itaka ogłosiła, że uruchomi loty z Radomia. 
Pierwsza operacja pasażerska miała miejsce 27 kwietnia 2023 roku, kiedy to punktualnie o godzinie 22.00 czasu lokalnego w Radomiu wylądował Boeing 737 MAX 8 Polskich linii lotniczych LOT o rejestracji SP-LVD. Samolot przyleciał z paryskiego lotniska CDG. 28 kwietnia 2023 roku LOT zainaugurował loty z Radomia do Rzymu. Tego samego dnia wystartował pierwszy samolot do Paryża. 16 czerwca 2023 (czyli po 6 tygodniach działania portu) liczba odprawionych pasażerów przekroczyła 15 tysięcy, 5 lipca 2023 sięgnęła 28 tysięcy, a 20 września 2023 przekroczyła 80 tysięcy. Rok 2023 lotnisko zamknęło liczbą 103 418 obsłużonych pasażerów.
W związku z bardzo dobrym obłożeniem (pow. 90%) na lotach do Paryża i Rzymu, już w II połowie czerwca 2023 LOT ogłosił, że zamierza kontynuować te połączenia w kolejnym sezonie, zaś linie Skyline Express uruchomiły w sezonie zimowym połączenia do Egiptu. Są one obsługiwane samolotami Boeing 757-300. 10 października 2023 ogłoszono, że swoje operacje z lotniska od grudnia 2023 rozpoczynają tanie linie Wizz Air, które ze względu na wzorowe obłożenie swoich samolotów kontynuuje sprzedaż biletów do końca marca 2026.
W czerwcu 2024 roku biura podróży TUI Polska oraz Coral Travel Poland rozpoczęły sprzedaż biletów First Minute na loty z Radomia do Turcji na sezon LATO 2025. Od 1 lipca 2024 lotnisko wprowadziło szereg usprawnień dla podróżnych, między innymi Paczkomat InPost do nadawania przedmiotów nienadających się do przewozu drogą lotniczą, poidełka z wodą oraz drukarki dla pasażerów umożliwiające wydruk ważnych dokumentów w formacie A4. Dnia 08.07.2024 LOT ogłosił zimową siatkę połączeń z lotniska w Radomiu. Będzie można latać do Rzymu w sezonie ZIMA 2025, loty będą się odbywały we wtorki i soboty. Na początku sierpnia 2024 Itaka ogłosiła sprzedaż biletów First Minute do Albanii oraz Turcji w sezonie LATO 2025. Od października 2024 Biuro podróży Greckie Podróże uruchomiło sprzedaż wycieczek na Lefkadę w sezonie LATO 2025. W listopadzie 2024 linia Wizzair ogłosiła, że będzie latać z Radomia do Larnaki także w sezonie zimowym 2025/2026. 18 grudnia 2024 Biuro podróży Grecos rozpoczęło także sprzedaż biletów do Prewezy. 28 lutego 2025 Polskie Linie Lotnicze LOT ogłosiły nową trasę do Barcelony, rejsy startują 14 czerwca 2025 i będą odbywały się raz w tygodniu, w soboty. 
Obecnie trwają rozmowy z przewoźnikami dotyczące otwarcia nowych połączeń, natomiast PPL rozważa inwestycję w Cargo oraz bazę MRO (Maintenance, Repair, Overhaul) w Radomiu. 13 czerwca 2025r. Port Lotniczy Warszawa-Radom otrzymał zgodę na wykonywanie operacji nocnych, wydaną przez RDOŚ. Pozwala ona na znaczne rozszerzenie siatki połączeń. 
Na początku czerwca 2025 biuro podróży TUI zainaugurowało sprzedaż biletów lotniczych First Minute na sezon LATO 2026. 
Od 21.06.2025 port lotniczy w Radomiu jest lotniskiem koordynowanym. Umożliwia to płynne koordynowanie operacji lotniczych pomiędzy innymi lotniskami w regionie a Radomiem. Za koordynację slotów radomskiego lotniska odpowiedzialna jest renomowana firma Airport Coordination Limited.